# 데니스 립스콤
데니스 립스컴(Dennis Lipscomb, 1942년 3월 1일 ~ 2014년 7월 30일)은 미국의 배우이다.

## 출연 작품
- 집행자 (1994년)
- 오토매틱 (1994년)
- 첩보원 가족 (1993년)
- 페리 메이슨 - 글래스 코핀의 사건 (1991년)
- 악령의 퍼스트 파워 (1990년)
- 은밀한 자매 (1987년)
- 싸이렌트 보이스 (1987년)
- 르넬 지터의 재판 (1987년)
- 십자로 (1986년)
- 사라진 블루 욘더 (1985년)
- 솔저 스토리 (1984년)
- 아이스 오브 파이어 (1983년)
- 위험한 게임 (1983년) - 왓슨 역
- 그날 이후 (1983년)
- 러브 차일드 (1982년)

### 텔레비전
- 날으는 슈퍼맨 위대한 영웅 (1982-83)
- 블루문 특급 (1985)
- 와이즈가이 (1987-90, Wiseguy)
- In the Heat of the Night (1988)
- 닥터 슬론 (1993-98)
- 닥터 퀸 (1994)